# Sawynci (obwód charkowski)
Sawynci (ukr. Савинці) – osiedle typu miejskiego na Ukrainie, w obwodzie charkowskim, w rejonie iziumskim. W 2024 liczyło 2982 osób.